# Puerto de la Cruz
Puerto de la Cruz város és településkörzet a Spanyolországhoz tartozó Tenerife szigetének északi részén lévő Orotava völgyben. Nevének jelentése A kereszt kikötője. Régebben angol nevén (Crossport) volt ismert. La Orotavától 4 km-re nyugatra, Tenerife fővárosától, Santa Cruz de Tenerifétől 37 km-re nyugatra, illetve a Los Rodeos észak-tenerifei repülőtértől 25 km-re nyugatra helyezkedik el, amelyek a városból egyaránt a TF5 autópályán érhetők el. A lakókat spanyol nyelven Portuensesnek nevezik. Puerto de la Cruz Tenerife legkisebb településkörzete.
A város népessége 31 830 fő (ISTAC, 2003), népsűrűsége 3 646,05/km², és 8,73 km² területet foglal el. Átlagos tengerszint feletti magassága 9 méter. Legalacsonyabb pontja az Atlanti-óceán tengerpartja, a legmagasabb pedig a 249 méter magasságú Las Arenas vulkáni kúp. A La Orotava völgy területén és az óceáni partvidéken mezőgazdaságilag megművelt területek találhatók. A város területének nagy része beépített, déli irányban meredeken emelkedik.
A hotelek és egyéb épületek megépítése előtt a terület nagy része mezőgazdasági művelés alatt állt. Jelentős pénzügyi nyomás hatására a város korábbi vidéki-mezőgazdasági jellege fokozatosan turisztikaivá vált. Napjainkban a város lakosságának nagy része urbanizálódott.

## Népesség
A település népessége az elmúlt években az alábbi módon változott:
| Lakosok száma | 29 854 | 30 088 | 31 131 | 32 219 | 32 665 | 29 435 | 30 036 | 30 468 | 30 349 | 31 377 |
|               | 2001   | 2004   | 2007   | 2009   | 2012   | 2014   | 2017   | 2019   | 2022   | 2024   |

## Története

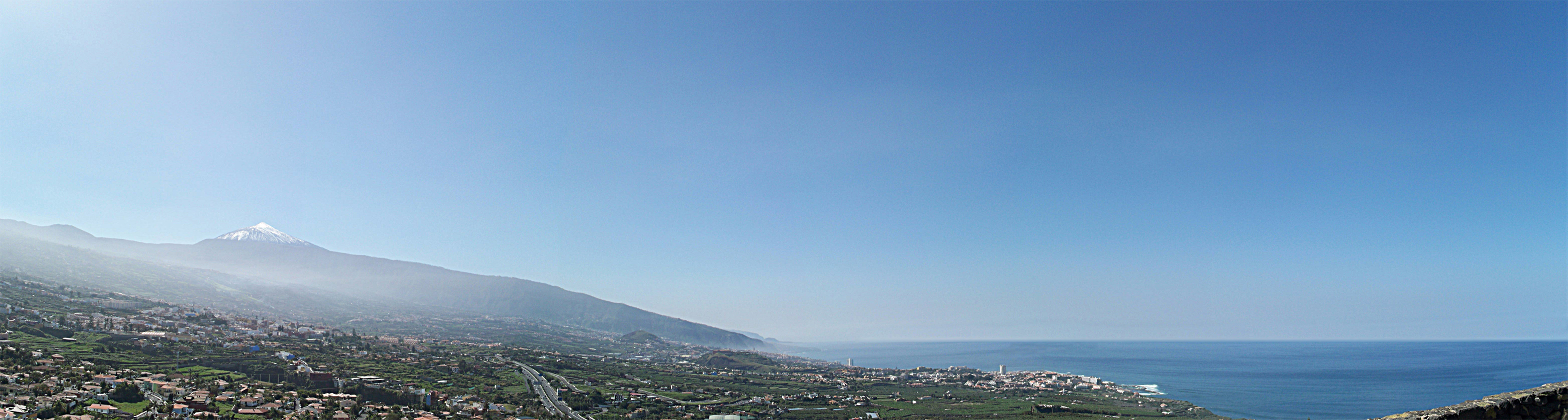
Valle de La Orotava panorámaképe

A város eredete a 16. század elejéig nyúlik vissza. 1502-ben már működött itt egy La Orotavához tartozó tengeri kikötő. 1603-ban megépült egy templom és egy hozzá tartozó tér.
Eredetileg egy halászfalu volt, ami a helyi kereskedelemmel együtt növekedett. A kikötő akkor vált a sziget legfontosabbikává, amikor 1706-ban egy vulkánkitörés megsemmisítette Garachicot. A cukorral folytatott kereskedelem helyét fokozatosan átvette a sziget északi részén termelt bor kereskedelme, amely nagy mértékű társadalmi és gazdasági fejlődést hozott magával.
A 17. század közepén a helyiek elkezdték hangoztatni a saját közösség létrehozásának igényét, amely az 1651. május 3-án IV. Fülöp spanyol király által kiadott királyi rendelettel valósult meg. Ez alapján a település már saját vezetőt jelölhetett ki.
A város 1880-ban megépítette a központjául szolgáló Plaza del Charco teret.
A település La Orotava településkörzethez tartozott. 1772-ben a lakosok megszavaztak egy közösségi bizottságot, melyet Puerto de La Orotava néven ismertek. 1808-ban elnyerte a teljes jogú települési autonómiát, és ettől kezdve lett a neve a jelenlegi Puerto de la Cruz.
A turizmus a 19. század végétől kezdve játszik fontos szerepet a helyi gazdaságban. Ezekben az években épült a Grand Hotel Taoro és ettől kezdve kezdték átépíteni a régi családi házakat, mint például a Marquesa és Monopol, átalakítva ezeket a városközpont első szállodáivá. A turizmus tényleges felfutása az 1950-es években indult el, amikor a város elkezdett átalakulni Tenerife és a Kanári-szigetek egyik legjelentősebb turistacélpontjává.
A városban tartott 2. Ökológiai filmfesztivál során, amelyen a meghívott vendégek előadásokat és kerekasztal-beszélgetéseket tartottak, kihirdették a Tenerifei Kiáltványt (1983. május 29.). Ez volt a spanyolországi környezetvédelmi politikai mozgalmak előfutára, és elindított egy olyan folyamatot, amely a spanyol Zöld párt megalapítását eredményezte.

## Gazdasági élete

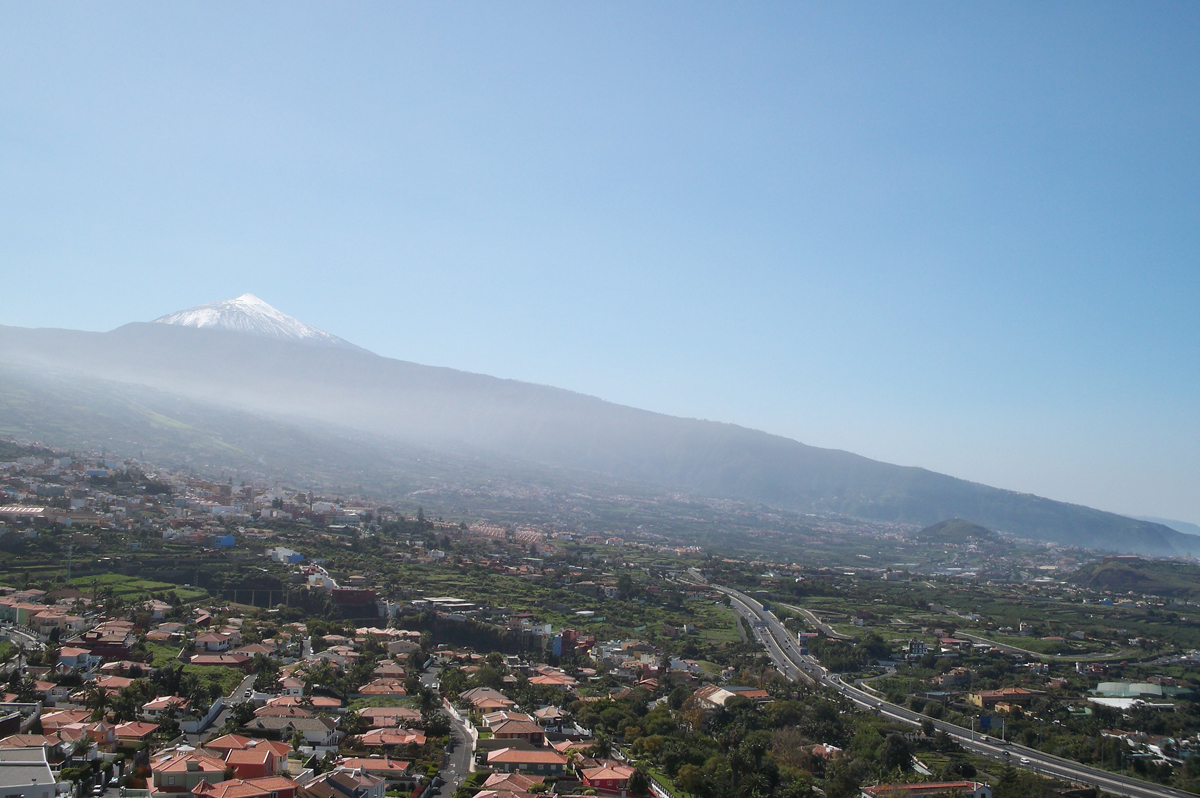
Valle de La Orotava és Puerto de la Cruz voltak a Kanári-szigetek első turisztikai célpontjai.

Puerto de la Cruz jelentős helyet foglal el a szigetek turisztikai történelmében. Az európai gyarmatosítók által létrehozott, exportra épülő gazdaság a 15. századi spanyol hódítást követően évtizedeken keresztül jelentős kereskedelmi és személyi forgalmat eredményezett. Az első külföldi látogatókat lenyűgözték a Taoro-völgy kedvező időjárási sajátosságai.
Mielőtt a tömeges turizmus kialakult volna, a felső tízezer kis létszámú turizmusa volt jellemző, akiket a hely klímája, botanikája és békéje vonzott.
A Kanári-szigetek és Európa relatív közelsége volt a fő oka, hogy a kontinensről ideáramló turizmus mögött elsősorban egészségi okok állnak.
A 19. sz. elején Puerto de la Cruz környezete számos európai kutatót és exkluzív, felső osztálybeli csoportot vonzott. A város ekkor a vezető kulturális központ volt, ahol számos író és utazó szállt meg, mint például William Wilde és Alexander von Humboldt.
Puerto de la Cruz így nagyon kedvező hírnévre tett szert Európában, amely a modern turizmus beköszöntével előnyt jelentett a többi turisztikai célponttal szemben.

## Látnivalók

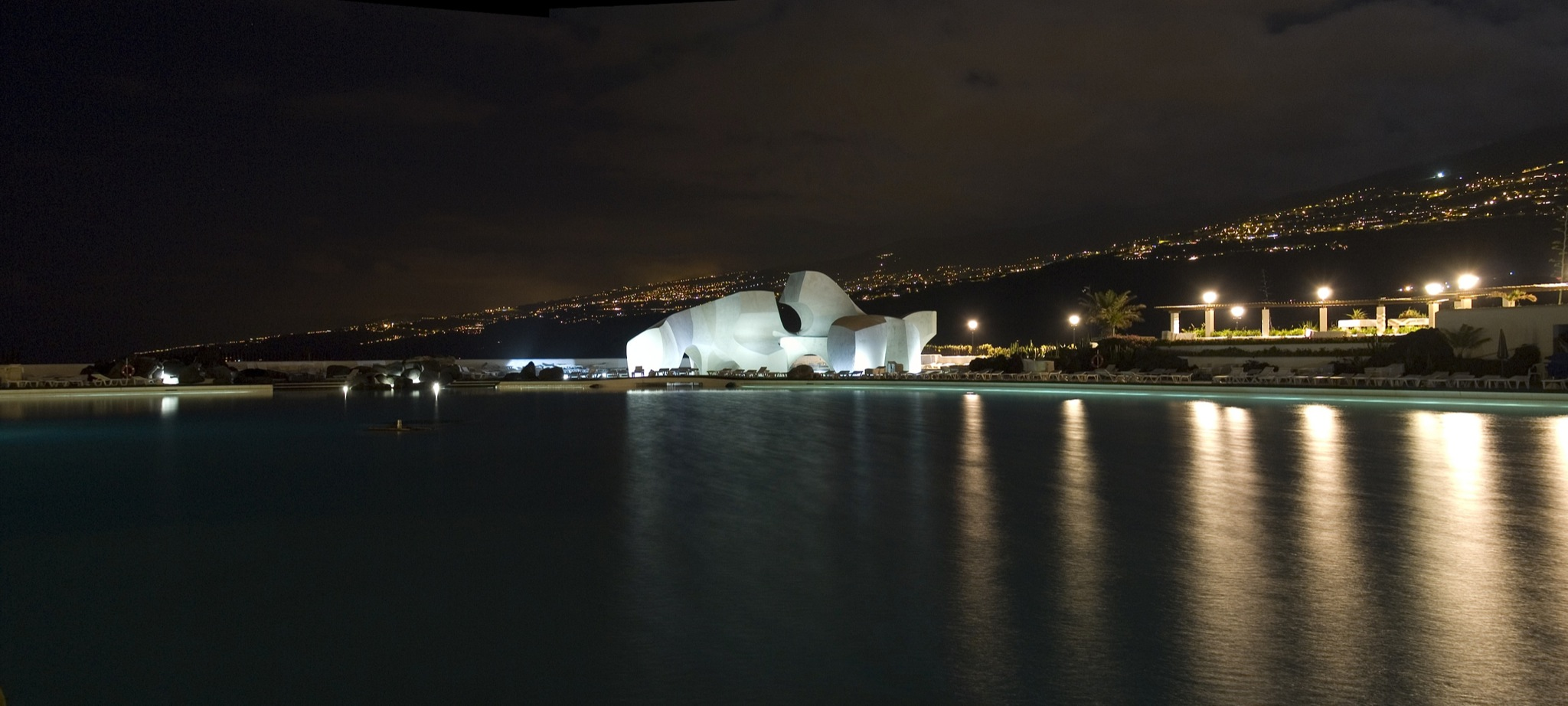
Emlékmű a hullámoknak, Lago Martianez (éjszakai látkép). Puerto de la Cruz, Tenerife.

- Martiánez-medencék (Lago Martiánez), a híres kanári-szigeteki építész, César Manrique munkája.
- Jardín-strand Puerto de la Cruzban, egy híres, pálmafákkal és hotelekkel tarkított strand.
- Plaza del Charco a városközpontban.
- Loro Parque, a város külső területén található híres park és állatkert.
- Ermita de San Amaro, amelyet Szent Amarónak szenteltek.
- Puerto de la Cruz archeológiai múzeuma, a város fontos őskori leleteivel és a „Guatimac” nevű guancs bálvánnyal.
- Puerto de la Cruz anglikán temploma a Taoro Parkban. A város angol lakosai építették. Puerto de la Cruzban található a Kanári-szigetek legrégebbi anglikán temetője.
- Iglesia de Nuestra Señora de la Peña de Francia (Miasszonyunk temploma a francia ormon) a város központjában
- Botanikus kert az El Botánico kerületben.
- Castillo San Felipe, egy kis kővár a Playa Jardín mellett.
- La Ranilla, egy halászközösség, amelyet a közelmúltban újítottak fel.

## Képek

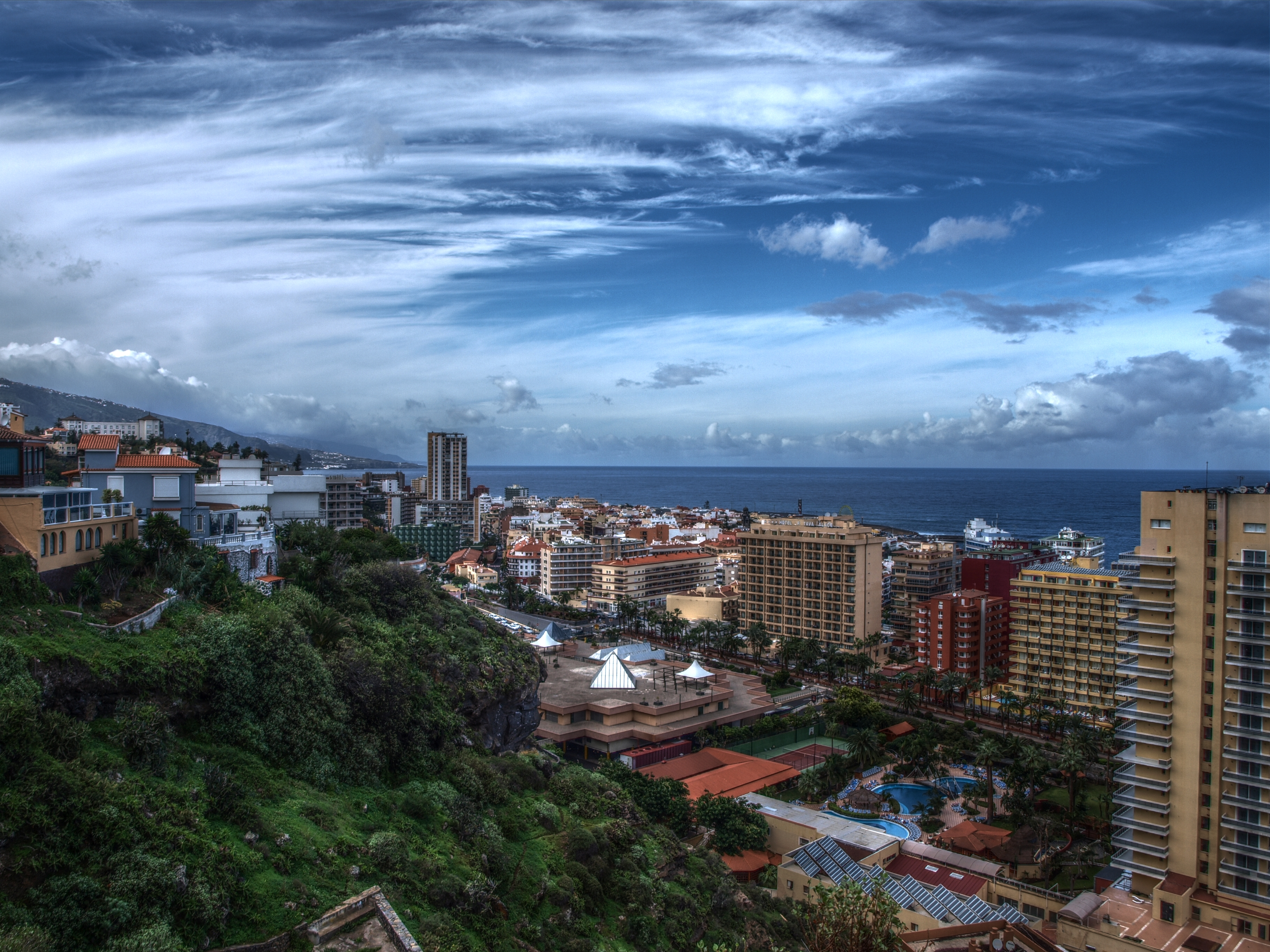
Puerto de la Cruz
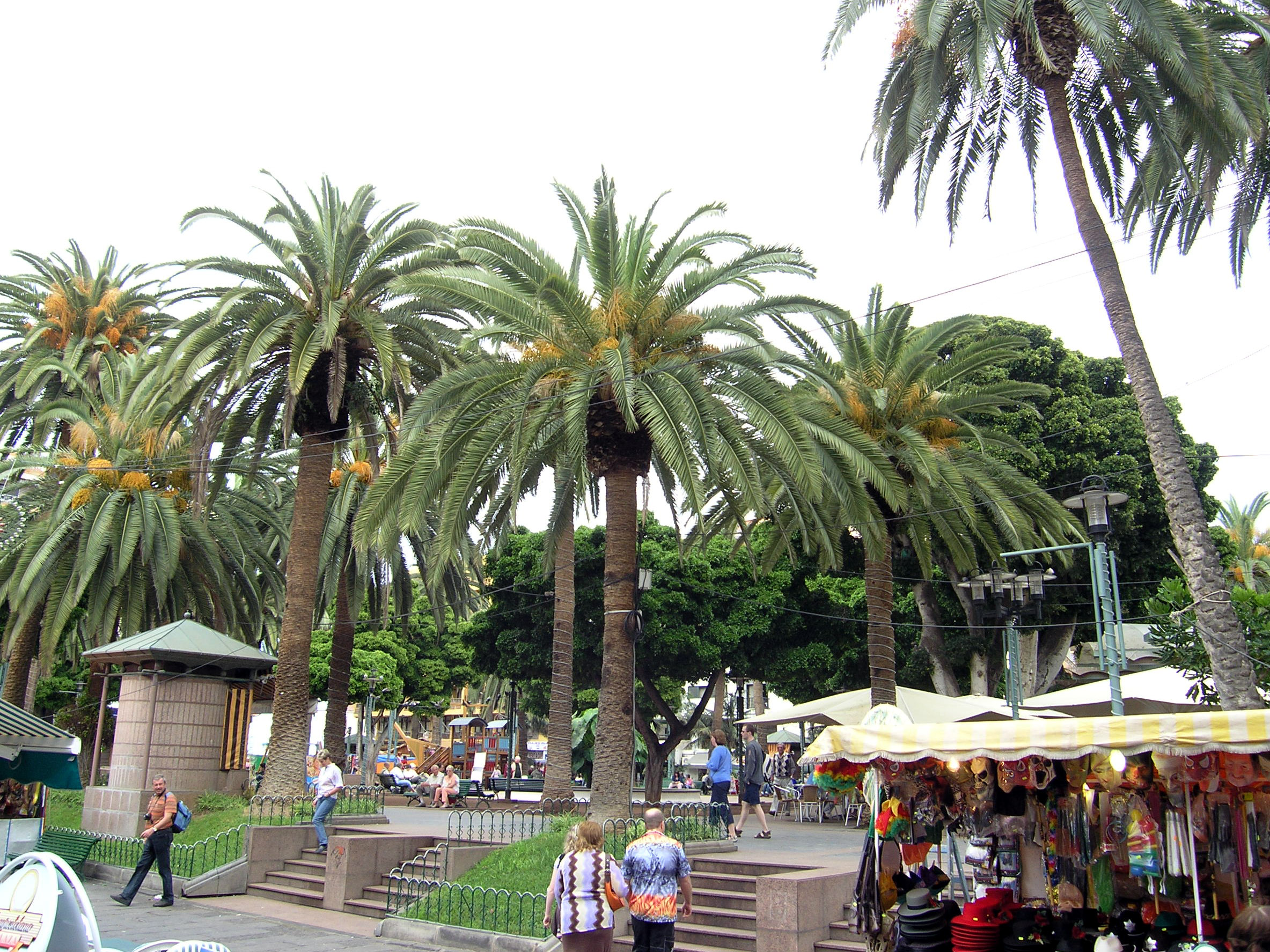
Charco-tér
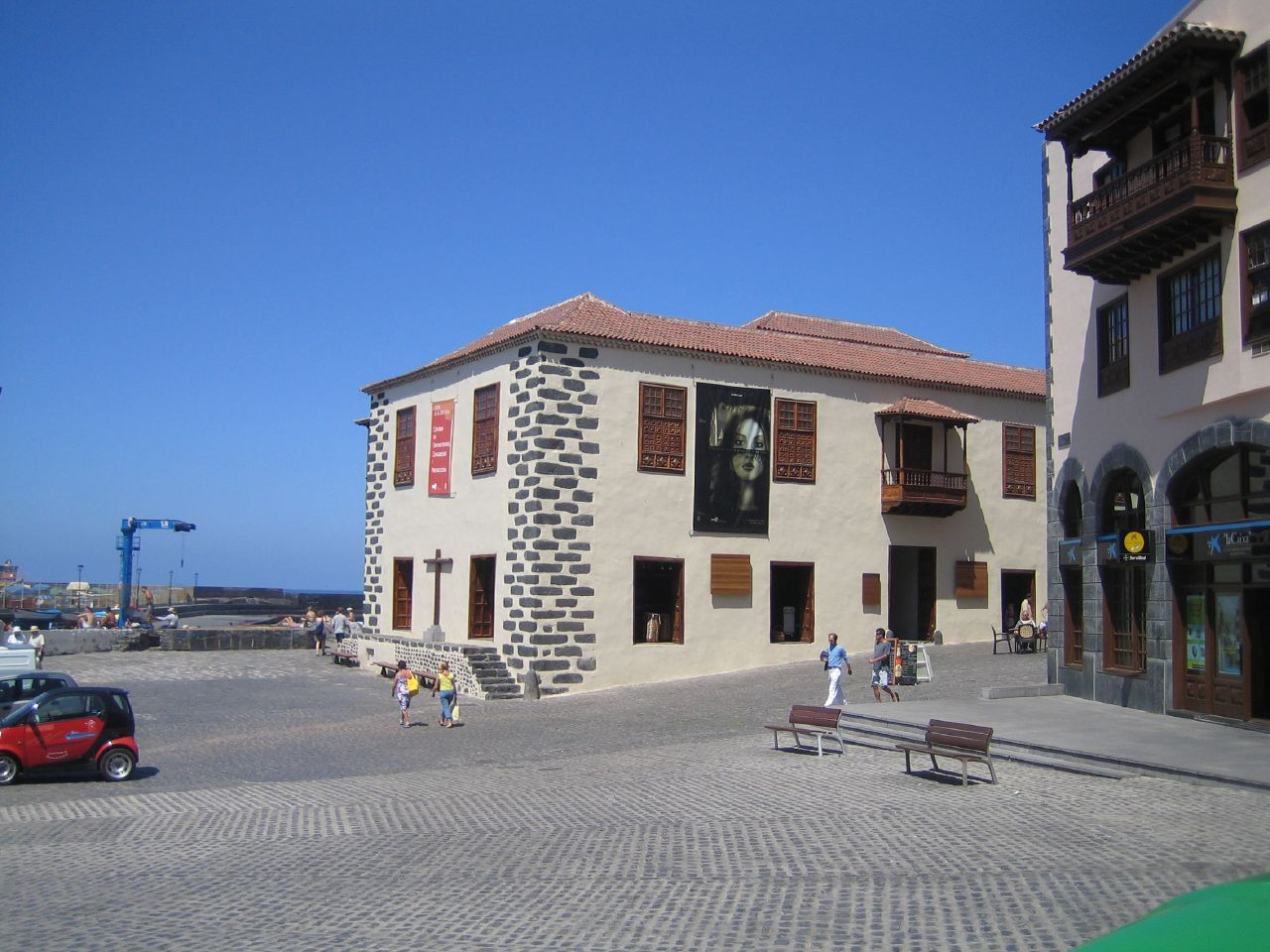
Casa de la Aduana
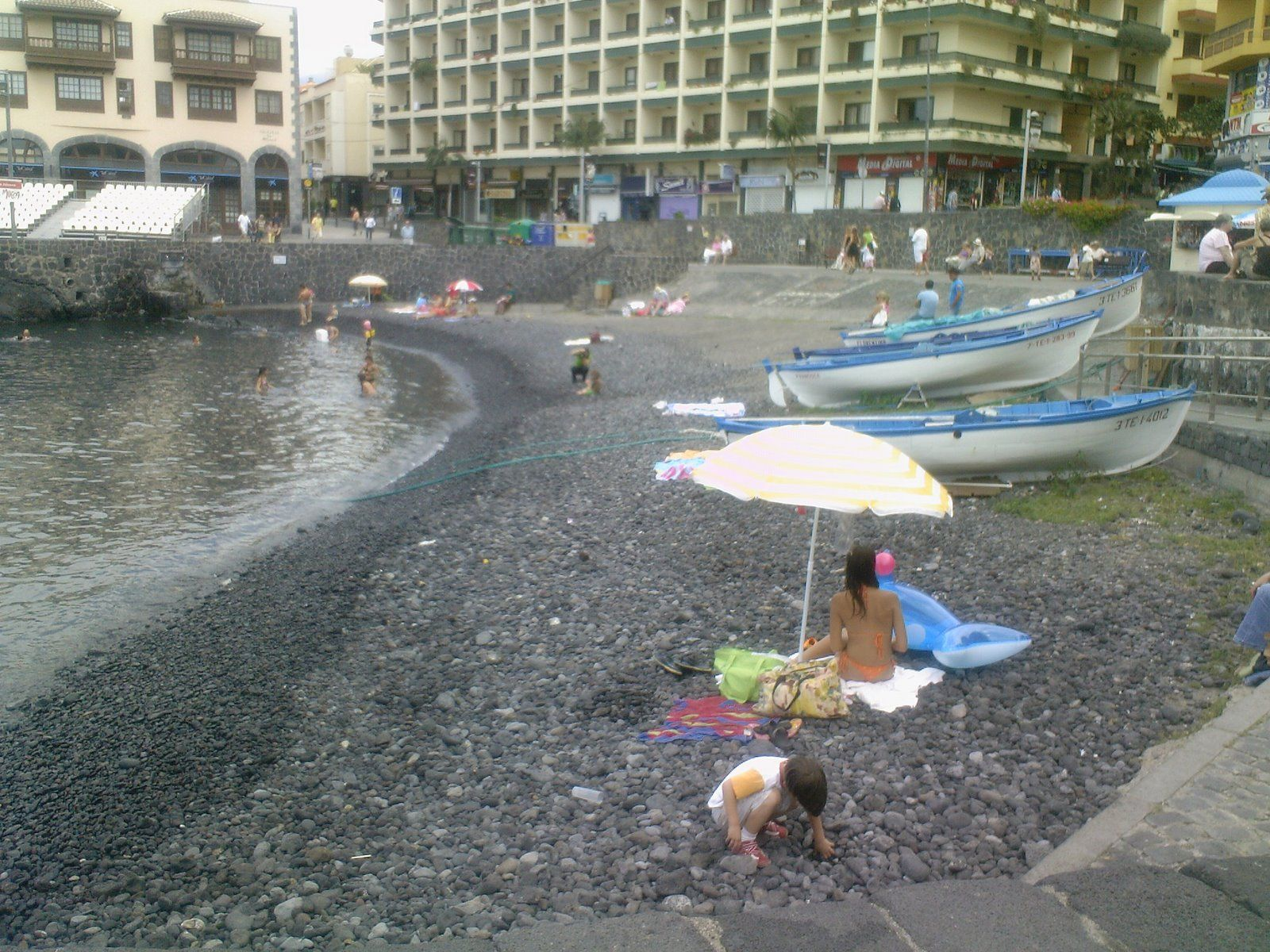
Régi kikötő
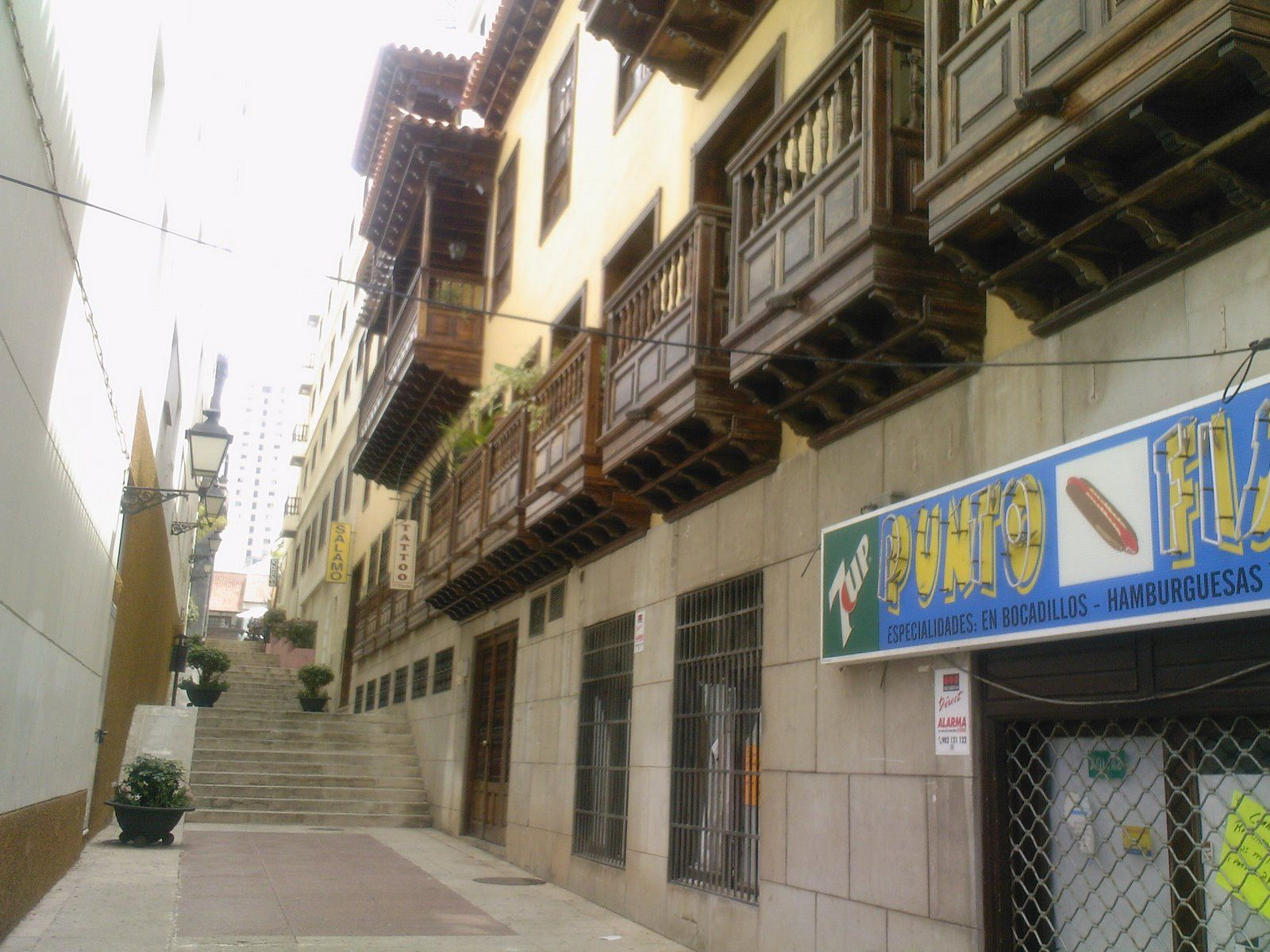
Jellegzetes házak
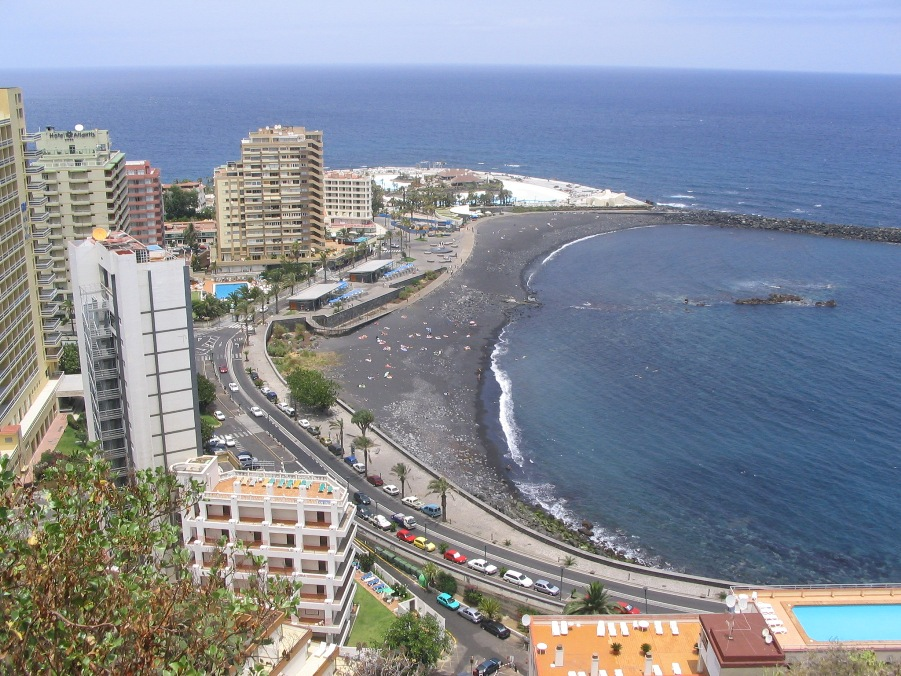
Playa de Martianez
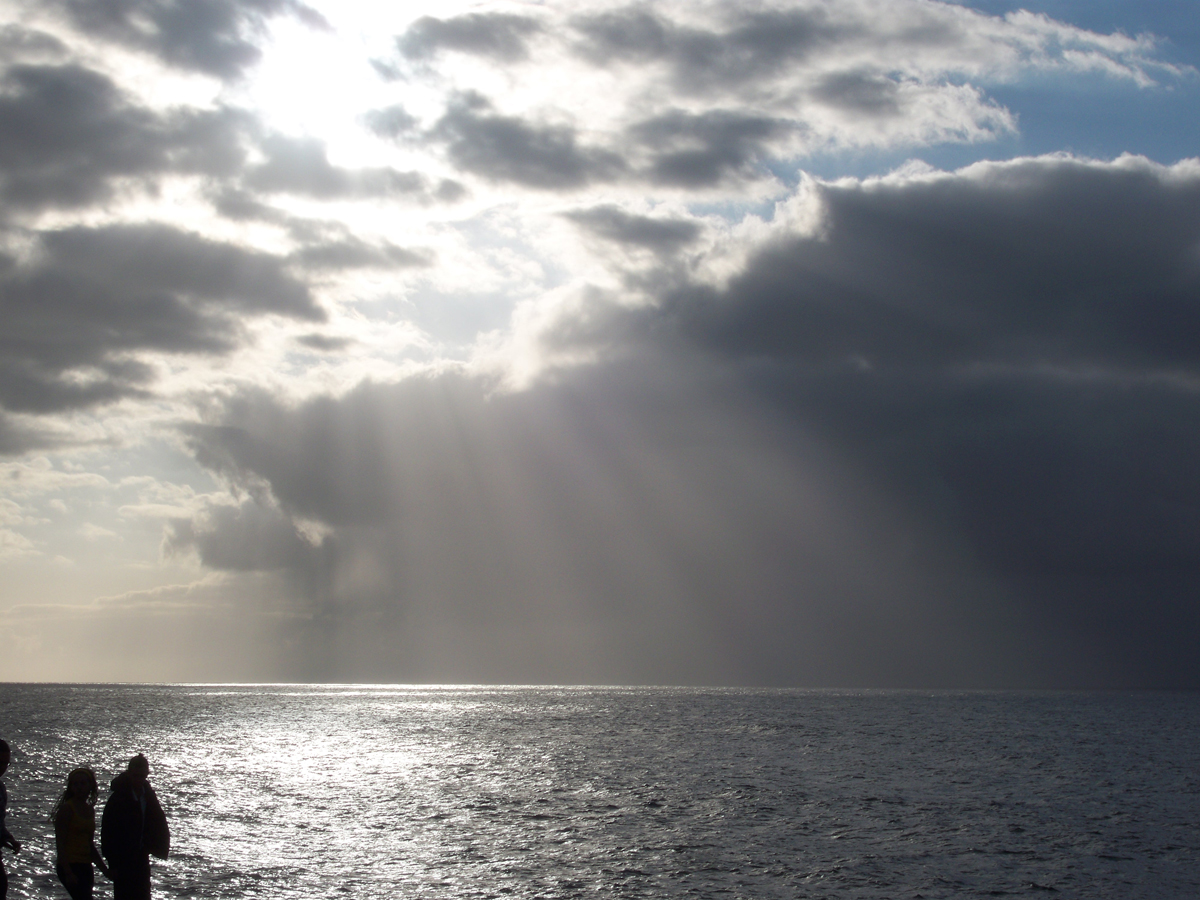
Az Atlanti-óceán látképe Puerto de la Cruzból
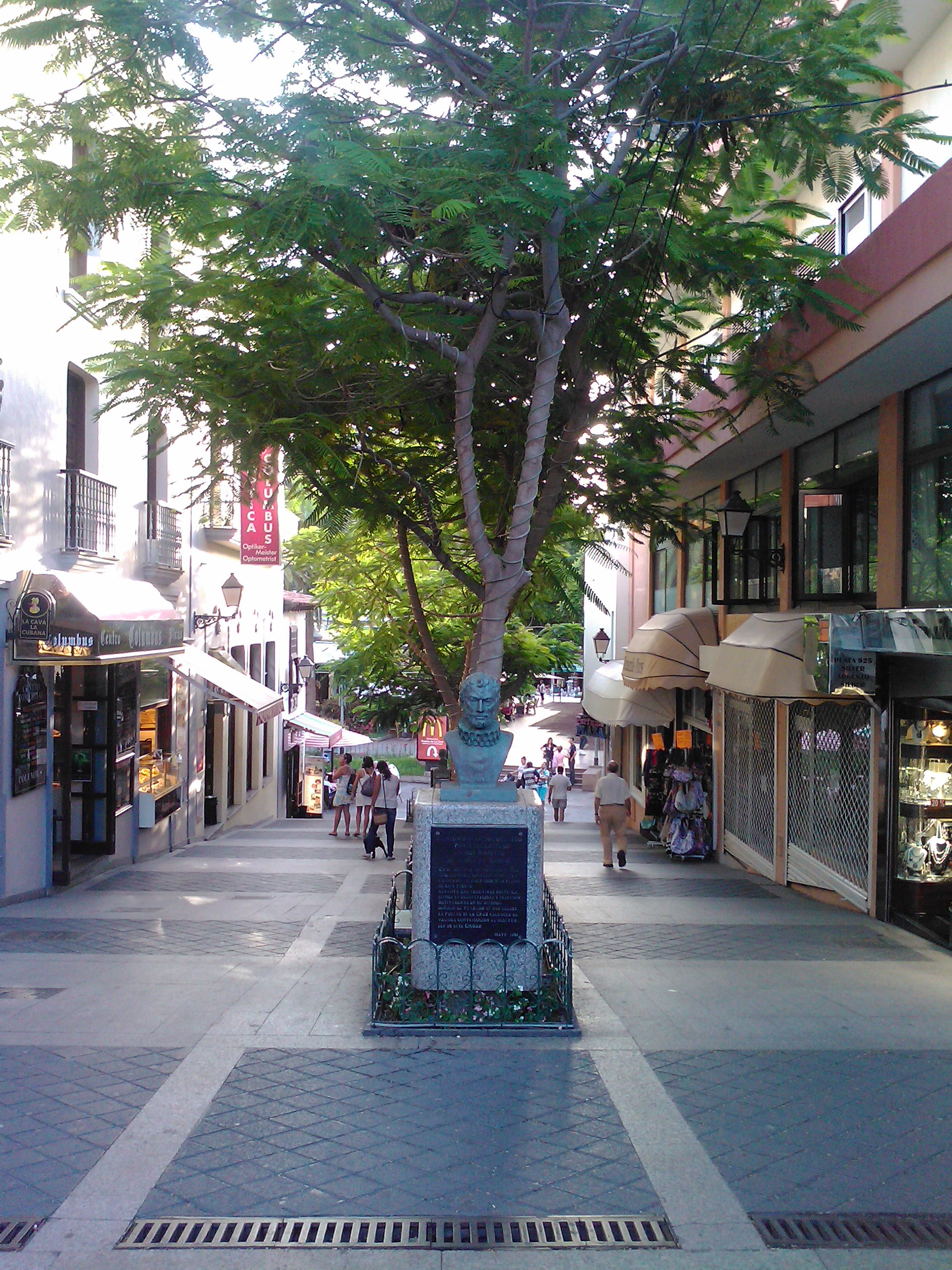
Calle Quintana
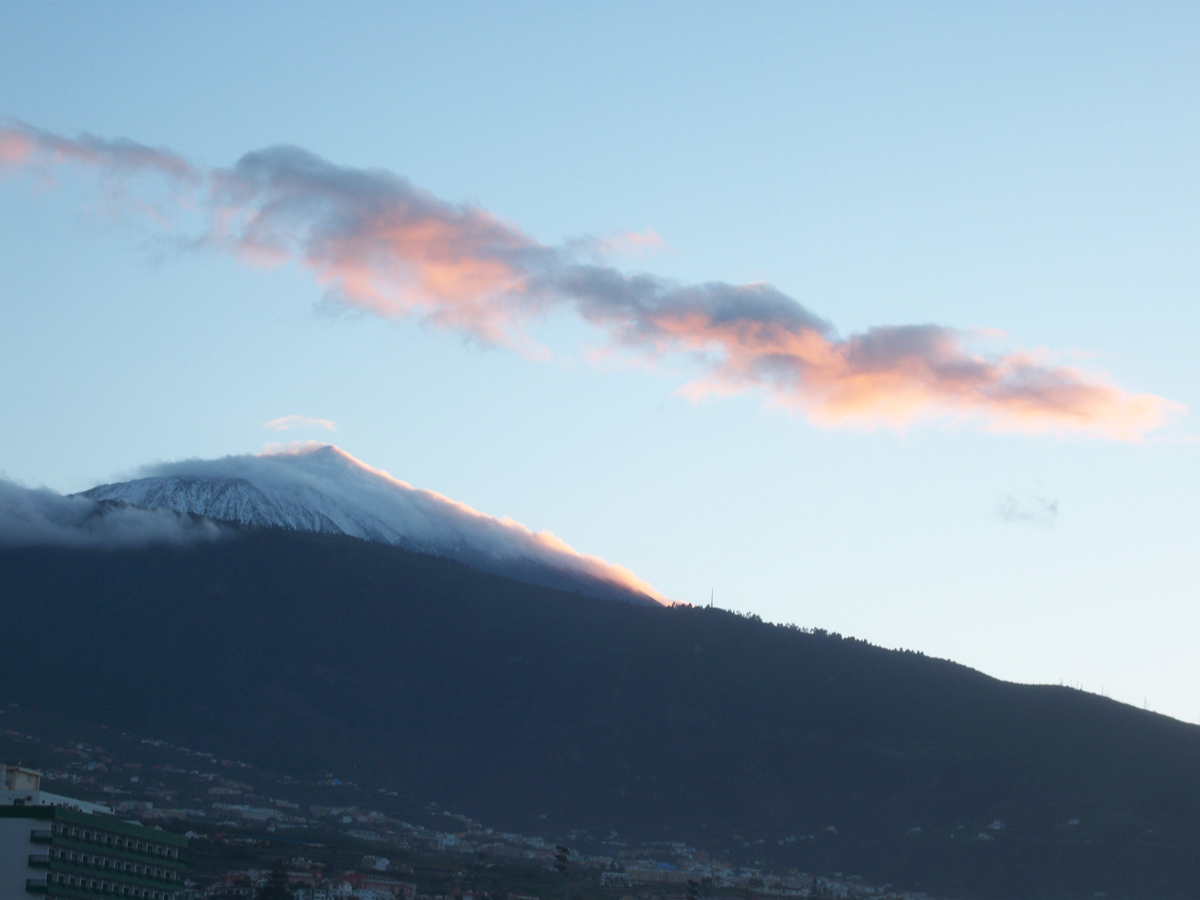
A Teide látképe Puerto de la Cruzból
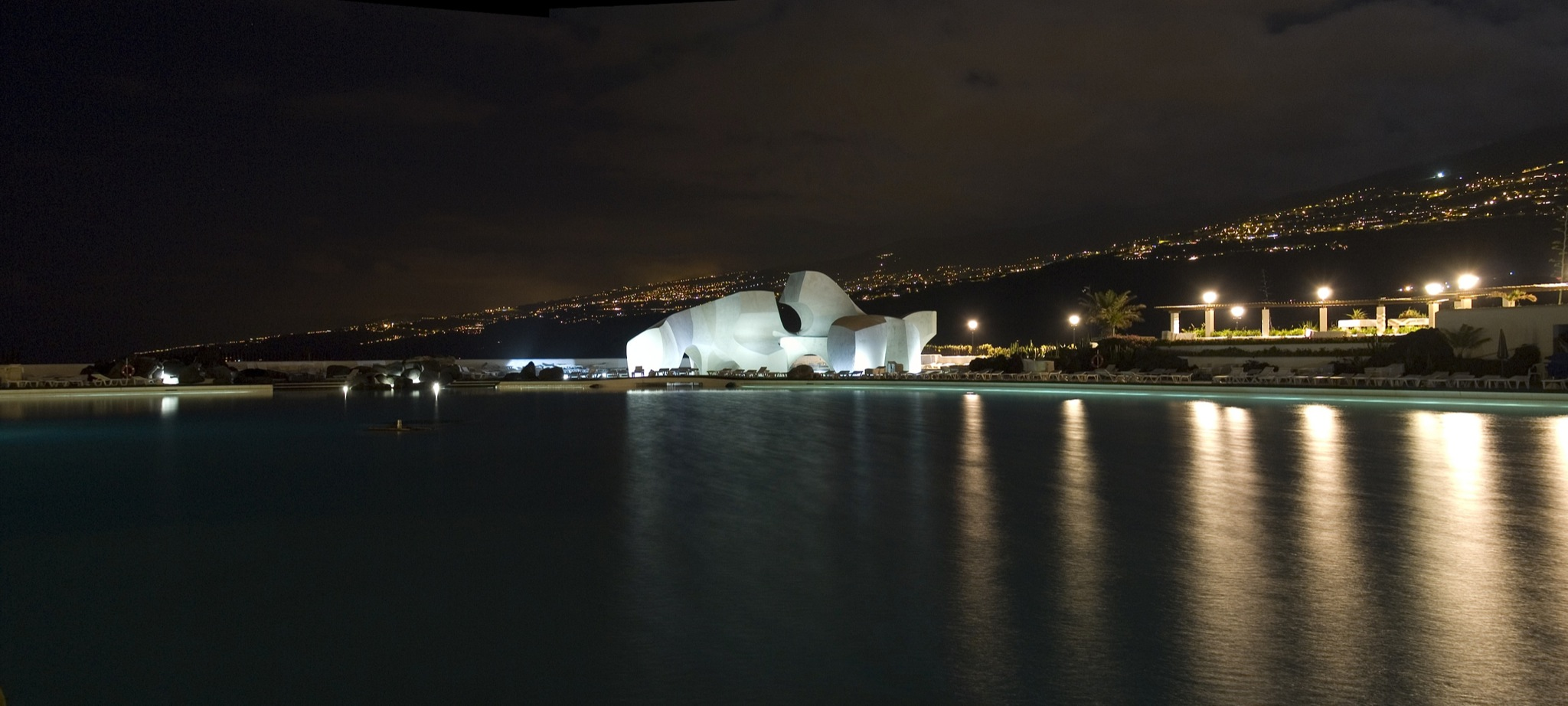
Complejo Lago Martiánez
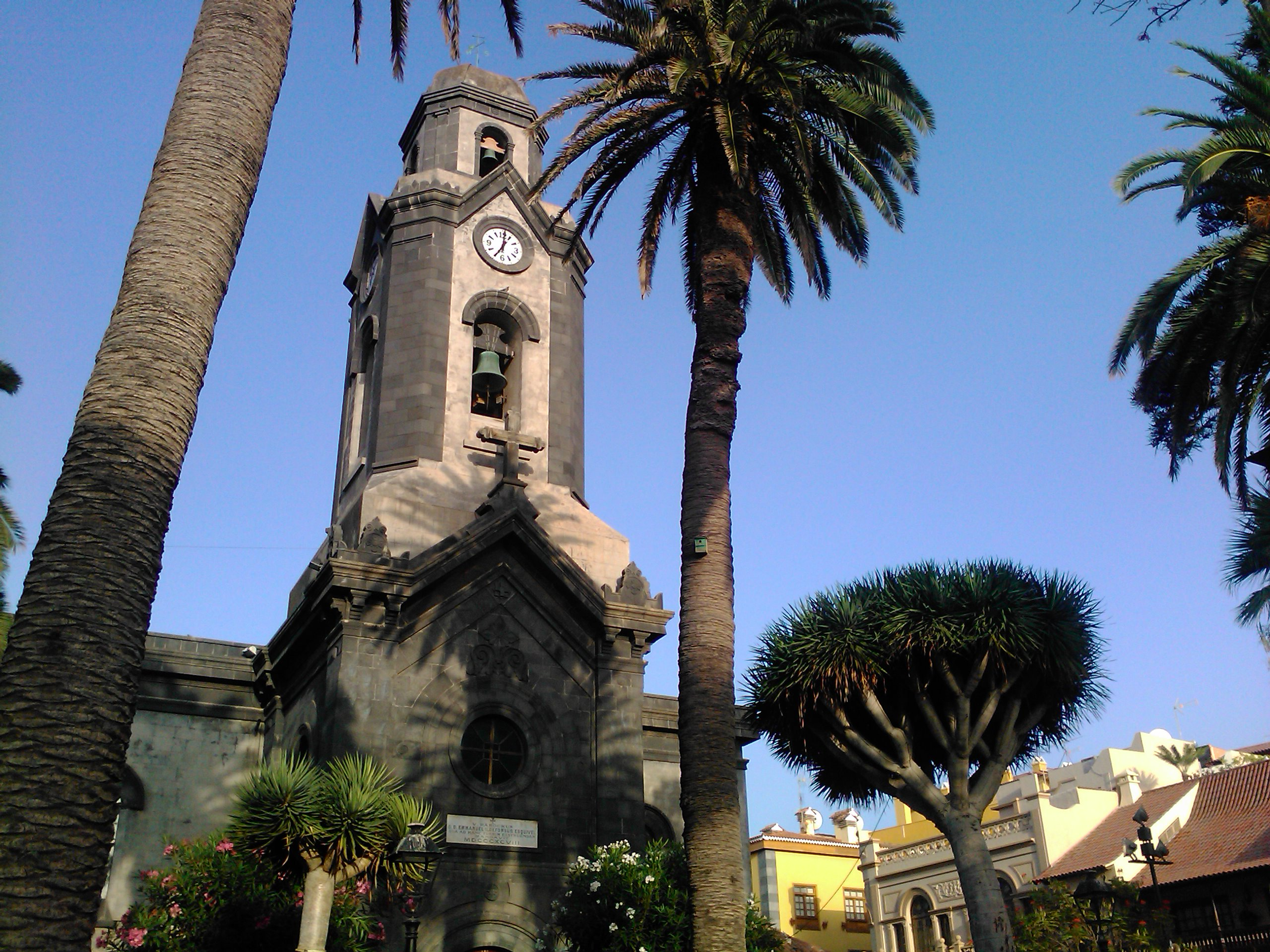
Iglesia de Nuestra Señora de la Peña de Francia
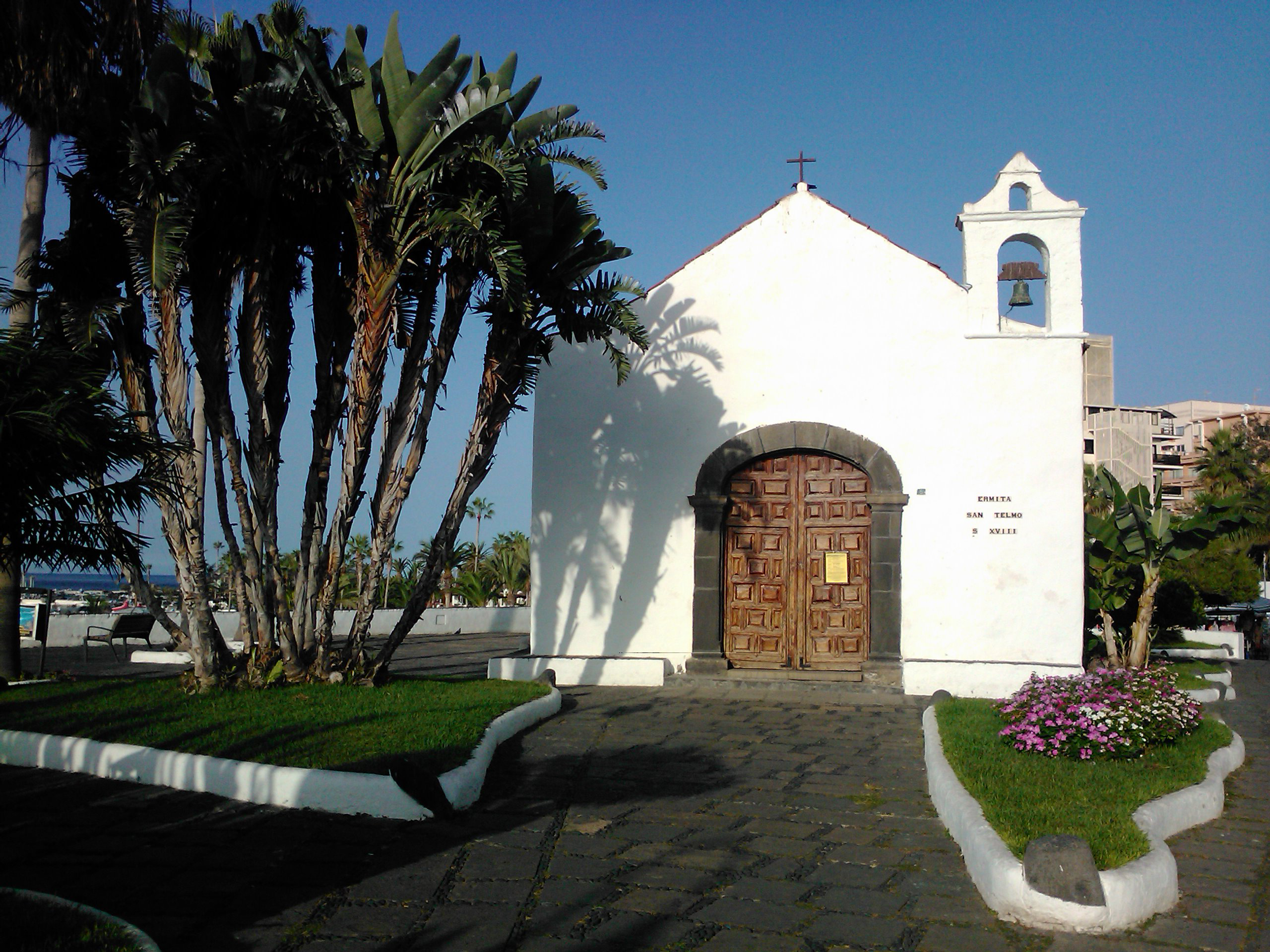
San Telmo remetelak

## A város híres szülöttei
- Agustín de Betancourt
- Tomás de Iriarte
- Tom Hernández
- Agustín Espinosa
- Andreas Deris, német énekes
- Michael Weikath, német gitárjátékos
- Michael Hennet Sotomayor, Mikel néven ismert, a D'NASH spanyol zenekar tagja
- Domingo Vega de la Rosa, egy szürrealista festő

## Testvérvárosok
- Almuñécar, Spanyolország
- Düsseldorf (2003), Németország
- Martinsicuro, (2000), Olaszország
- Puerto la Cruz, Venezuela

## Fordítás
Ez a szócikk részben vagy egészben  a   Puerto de la Cruz című angol Wikipédia-szócikk fordításán alapul.  Az eredeti cikk szerkesztőit annak laptörténete sorolja fel. Ez a jelzés csupán a megfogalmazás eredetét és a szerzői jogokat jelzi, nem szolgál a cikkben szereplő információk forrásmegjelöléseként.